# Modelo de papel

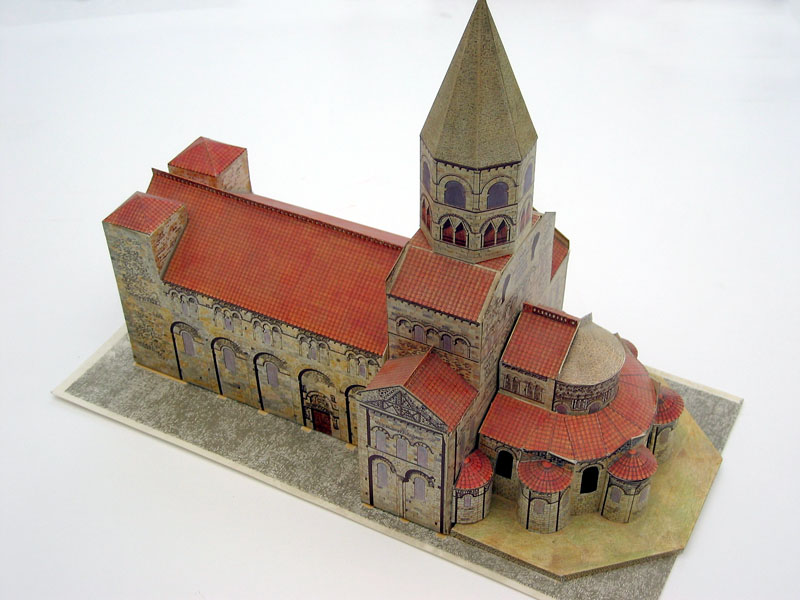
Papercraft de la Catedral de Nuestra Señora de Port.

Un modelo de papel, maqueta de papel o papercraft (AFI:['ˈpeɪpɚkɹæft]) es una construcción de figuras tridimensionales de papel, similar al origami. Sin embargo, difiere del origami en que sus patrones pueden consistir en muchas piezas de papel cortadas con tijeras y unidas con pegamento, lo cual contradice la filosofía del origami que sólo contempla doblar papel y nunca recortarlo o pegarlo.
Esta manualidad se popularizó después de la Primera Guerra Mundial, cuando varias casas editoras empezaron a publicar modelos de la artillería norteamericana y alemana. Durante mucho tiempo solamente se conocían este tipo de modelos.
Los patrones tradicionales en papel, al ser susceptibles de ser convertidos en documentos digitales (bien mediante un escáner o creándolos de nuevo con programas de dibujo), tienen una fácil difusión como archivos de imagen (jpg, gif, png...) o archivos de documento portátil (pdf), incluyendo instrucciones y esquemas de montaje en la mayoría de los casos, para posteriormente ser impresos de manera cómoda en impresoras caseras en papel normal, restando tan solo recortar, doblar y pegar. 

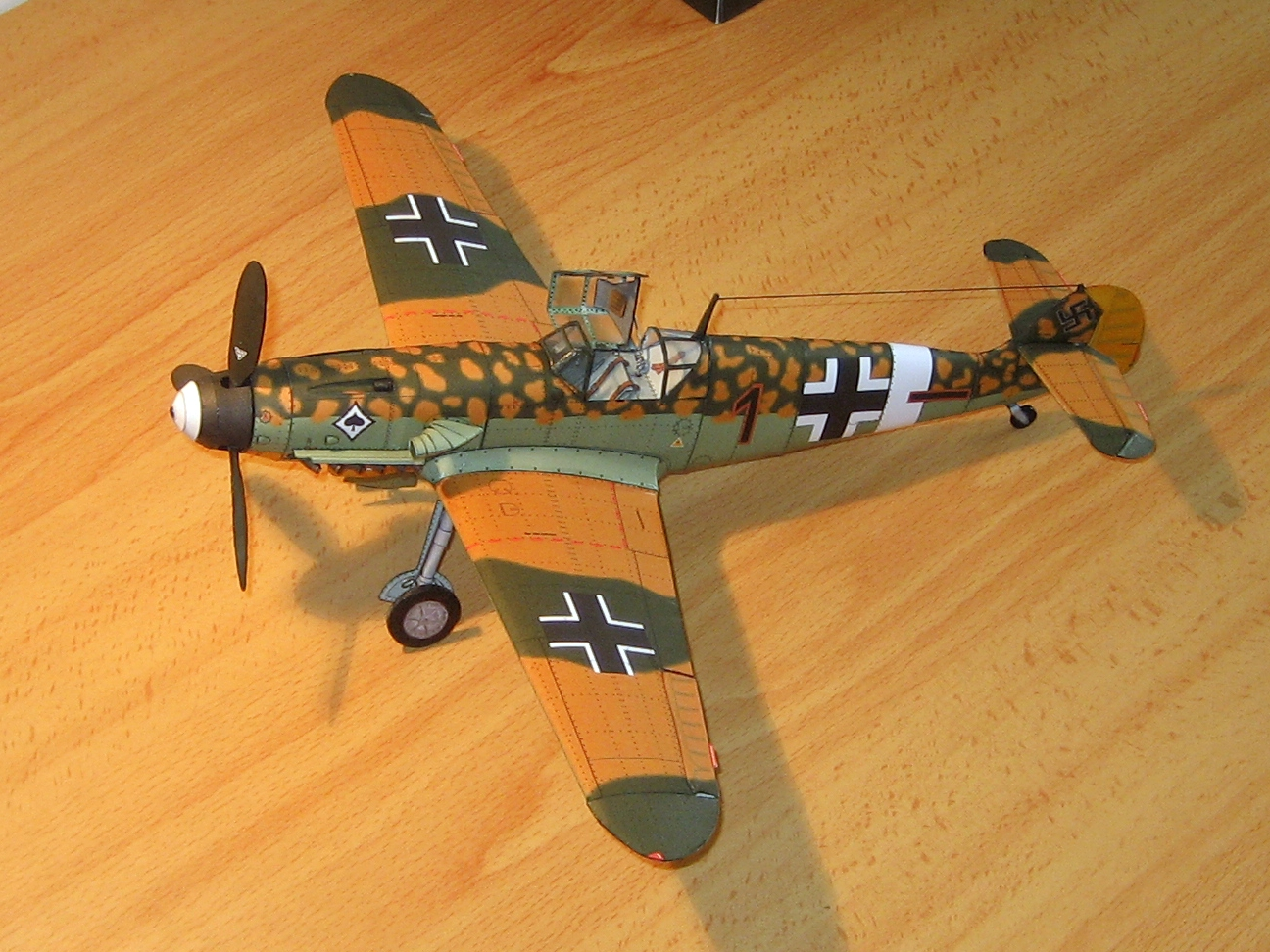
Modelo de papel de un Messerschmitt Bf 109 G2.

Existe también una tendencia a crear modelos propios tridimensionales, para posteriormente transformarlos en patrones bidimensionales especialmente creados para que, una vez recortados doblados y pegados, reproduzcan el modelo tridimensional inicial. Para ello se utilizan programas especiales, desde los cuales es posible importar y convertir modelos en 3D de varias plantillas, facilitando el diseño de modelos de papel.
Dichos programas, son, principalmente de 3 tipos:
1. Programa para crear modelos 3D, como por ejemplo, 3D Studio, Silo, Metasequoia, etc.
2. Programa para la creación de texturas en el modelo, como Photoshop, Inkscape, Gimp, etc.
3. Programa para recrear el modelo 3D a formas planas, como Pepakura Designer.

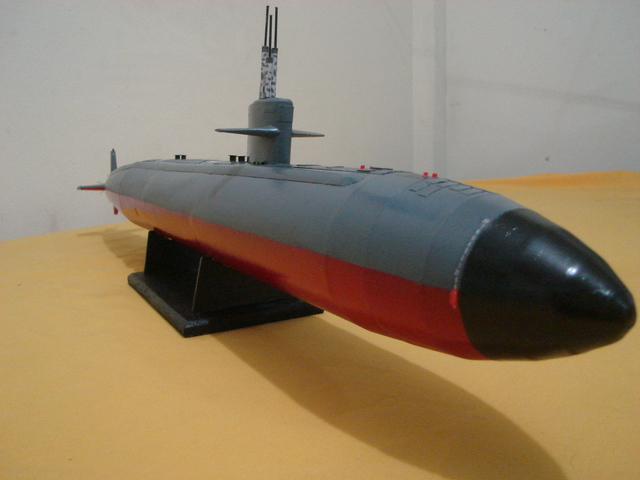
Modelo de papel de un submarino Clase Los Ángeles.

Debido al bajo costo y la sencillez de la digitalización de los patrones y su distribución para su posterior impresión Internet se ha convertido en un medio popular de intercambio de este tipo de patrones.
Este arte tiene variedad de temas como podría ser: Animales, vehículos, Pokémon, decoraciones, monumentos, armas, etc.